# Elecciones al Parlamento de Baden-Württemberg de 2021
Las elecciones al Parlamento de Baden-Württemberg de 2021 se llevaron a cabo el 14 de marzo de 2021 para elegir al 17° Parlamento Regional de Baden-Württemberg. Los comicios se desarrollaron en paralelo a las elecciones estatales de Renania-Palatinado.
Los resultados mostraron que los Verdes ganaron la mayor cantidad de escaños, con la CDU perdiendo terreno y manteniéndose en segundo lugar, sufriendo su peor resultado en la historia del Estado. El opositor Partido Socialdemócrata (SPD) también registró un descenso, pero pasó del cuarto al tercer lugar. El Partido Democrático Libre (FDP) logró pequeños avances. Alternativa para Alemania (AfD) perdió más de un tercio de su cuota de votos y se convirtió en el partido más pequeño del Landtag.
Después de las elecciones, los Verdes formaron una coalición con la CDU y Kretschmann fue reelegido como Ministro-Presidente.

## Antecedentes
En las elecciones anteriores celebradas el 13 de marzo de 2016, Los Verdes se convirtieron por primera vez en la primera fuerza política, obteniendo el 30,3% de los votos emitidos. La CDU perdió 12 puntos porcentuales, cayendo al segundo lugar con 27.0%. Alternativa para Alemania disputó su primera elección estatal en Baden-Württemberg, quedando en tercer lugar con un 15,1%. El Partido Socialdemócrata (SPD) perdió casi la mitad de su voto y terminó con el 12,7%. El Partido Demócrata Libre (FDP) ganó el 8,3%, mejorando sus resultados considerablemente.
Los Verdes habían liderado una coalición con el SPD desde 2011, pero este gobierno perdió su mayoría en las elecciones. Posteriormente, los Verdes formaron una coalición con la CDU.
El período legislativo finaliza formalmente el 30 de abril de 2021. La elección del decimoséptimo Parlamento debe tener lugar antes de esta fecha. El 24 de marzo de 2020, el gobierno estatal designó el 14 de marzo de 2021 como fecha para las próximas elecciones, de conformidad con la Sección 19 de la Ley de Elecciones del Parlamento Estatal.

## Sistema electoral
El Parlamento Regional de Baden-Württemberg se elige mediante representación proporcional mixta. Se eligen 70 miembros en distritos electorales uninominales mediante escrutinio mayoritario uninominal. Luego se asignan 50 escaños utilizando una representación proporcional compensatoria, distribuidos en cada uno de los cuatro Regierungsbezirke de Baden-Württemberg. A diferencia de otros estados, Baden-Württemberg no usa listas de partidos para llenar escaños proporcionales; en cambio, están ocupados por los candidatos con mejor desempeño que no pudieron ser elegidos en los distritos electorales uninominales. Los candidatos elegidos de esta manera se enumeran como ganadores de un "segundo mandato" (Zweitmandat) en la circunscripción en la que se dirigían. El tamaño mínimo del Parlamento es de 120 miembros, pero si hay escaños excedentarios, se agregarán escaños con nivelación proporcional para garantizar la proporcionalidad. Se aplica un umbral electoral del 5% de los votos válidos para acceder al Parlamento.

## Partidos participantes
Los siguientes partidos y organizaciones participarán en la elección:
|    | Partido | Sigla                     | Distritos en los que participa |
| -- | --- | ------------------------- | ------------------------------ |
| 1  | Alianza 90/Los Verdes | Grüne                     | 70                             |
| 2  | Unión Demócrata Cristiana de Alemania                                                                                            | CDU                       | 70                             |
| 3  | Alternativa para Alemania | AfD                       | 70                             |
| 4  | Partido Socialdemócrata de Alemania                                                                                              | SPD                       | 70                             |
| 5  | Partido Democrático Libre | FDP                       | 70                             |
| 6  | Die Linke | Die Linke                 | 70                             |
| 7  | Partido Ecológico-Democrático/Familia y Medio Ambiente                                                                           | ÖDP                       | 67                             |
| 8  | Partido Pirata de Alemania | Piraten                   | 04                             |
| 9  | Partido por el Trabajo, Estado de Derecho, Protección de los Animales, Incentivo a las Elites e Iniciativas Democráticas de Base | Die PARTEI                | 52                             |
| 10 | Votantes Libres | Freie Wähler              | 69                             |
| 11 | Mundo Humano: Para el Bienestar y la Felicidad de Todos                                                                          | Menschliche Welt          | 02                             |
| 12 | Alianza C - Cristianos para Alemania                                                                                             | Bündnis C                 | 09                             |
| 13 | Partido Comunista Alemán | DKP                       | 01                             |
| 14 | Basisdemokratische Partei Deutschland                                                                                            | dieBasis                  | 60                             |
| 15 | Democracia en Movimiento | DiB                       | 03                             |
| 16 | Eine für Alle – Partei |                           | 01                             |
| 17 | Klimaliste Baden-Württemberg | KlimalisteBW              | 67                             |
| 18 | Partido de los Humanistas | Die Humanisten            | 03                             |
| 19 | Partido para la Investigación en Salud                                                                                           | Gesundheitsforschung      | 02                             |
| 20 | Partei WiR2020 | W2020                     | 68                             |
| 21 | Volt Alemania | Volt                      | 44                             |
| 22 | Candidatos independientes | Candidatos independientes | 08                             |

## Campaña
El 29 de mayo de 2019, la ministra Estatal de Educación, Juventud y Deportes Susanne Eisenmann fue confirmada como la candidata principal de la CDU para las elecciones.
El 12 de septiembre de 2019, Winfried Kretschmann declaró que se presentaría como el principal candidato de Alianza 90/Los Verdes en las elecciones de 2021, buscando un tercer mandato como Ministro-Presidente.
El 1 de febrero de 2020, el líder estatal Andreas Stoch fue nominado como candidato principal del SPD para las elecciones.
El 8 de diciembre de 2019, el ejecutivo estatal del FDP nominó a Hans-Ulrich Rülke como su candidato tentativo para las elecciones. Fue seleccionado formalmente en una conferencia del partido en julio de 2020. Rülke se ha desempeñado como líder del grupo parlamentario del FDP en el Parlamento Regional desde 2009 y fue el principal candidato del partido en las elecciones de 2016.
En agosto de 2020, el líder del grupo parlamentario de la AfD, Bernd Gögel, se opuso a la selección de un candidato principal para las elecciones. Afirmó que debido a la posición del partido y al inusual sistema electoral del estado, el candidato principal podría no ser elegido para el Parlamento. "Si el candidato principal se pierde la entrada, sería vergonzoso". No obstante, luego cambió de opinión. En enero de 2021, Gögel derrotó al líder adjunto del grupo parlamentario Emil Sänze para convertirse en el candidato principal después de cuatro rondas de votación en una encuesta en línea donde participaron miembros del partido.
El 6 de diciembre de 2020, La Izquierda nominó a la portavoz estatal Sahra Mirow como su principal candidata para las elecciones.

## Encuestas

### Partidos
| Encuestador             | Fecha      |        |        |        |        |       |       | Otros |
| ----------------------- | ---------- | ------ | ------ | ------ | ------ | ----- | ----- | ----- |
| INSA                    | 12.03.2021 | 32 %   | 23 %   | 13 %   | 11 %   | 11 %  | 4 %   | 6 %   |
| Forschungsgruppe Wahlen | 11.03.2021 | 34 %   | 24 %   | 11 %   | 10 %   | 11 %  | 3 %   | 7 %   |
| INSA                    | 10.03.2021 | 32 %   | 25 %   | 12 %   | 10 %   | 11 %  | 3 %   | 7 %   |
| Forschungsgruppe Wahlen | 05.03.2021 | 35 %   | 24 %   | 11 %   | 10 %   | 10 %  | 3 %   | 7 %   |
| Infratest dimap         | 04.03.2021 | 33 %   | 25 %   | 12 %   | 10 %   | 10 %  | 4 %   | 6 %   |
| INSA                    | 13.02.2021 | 31 %   | 28 %   | 11 %   | 11 %   | 10 %  | 4 %   | 5 %   |
| Forschungsgruppe Wahlen | 05.02.2021 | 34 %   | 28 %   | 11 %   | 10 %   | 9 %   | 3 %   | 5 %   |
| Infratest dimap         | 04.02.2021 | 34 %   | 27 %   | 10 %   | 11 %   | 9 %   | 3 %   | 6 %   |
| INSA                    | 13.01.2021 | 30 %   | 30 %   | 12 %   | 12 %   | 8 %   | 4 %   | 4 %   |
| Infratest dimap         | 17.12.2020 | 35 %   | 30 %   | 11 %   | 10 %   | 7 %   | 3 %   | 4 %   |
| INSA                    | 19.11.2020 | 29 %   | 31 %   | 12 %   | 11 %   | 7 %   | 5 %   | 5 %   |
| Infratest dimap         | 15.10.2020 | 34 %   | 29 %   | 11 %   | 11 %   | 6 %   | 4 %   | 5 %   |
| INSA                    | 10.09.2020 | 28 %   | 31 %   | 12 %   | 12 %   | 7 %   | 5 %   | 5 %   |
| Infratest dimap         | 30.04.2020 | 34 %   | 30 %   | 12 %   | 11 %   | 6 %   | 3 %   | 4 %   |
| INSA                    | 22.04.2020 | 29 %   | 31 %   | 11 %   | 13 %   | 7 %   | 4 %   | 5 %   |
| Infratest dimap         | 12.03.2020 | 36 %   | 23 %   | 14 %   | 11 %   | 7 %   | 5 %   | 4 %   |
| Elecciones de 2016      | 13.03.2016 | 30,3 % | 27,0 % | 15,1 % | 12,7 % | 8,3 % | 2,9 % | 3,7 % |

### Preferencia de Ministro-Presidente
| Forschungsgruppe Wahlen | 11.03.2021 | 70 % | 13 % | 17 % |  |  |  |  |  |
| Forschungsgruppe Wahlen | 05.03.2021 | 70 % | 11 % | 19 % |  |  |  |  |  |
| Infratest dimap         | 04.03.2021 | 65 % | 17 % | —    |  |  |  |  |  |
| Forschungsgruppe Wahlen | 05.02.2021 | 70 % | 13 % | 17 % |  |  |  |  |  |
| Infratest dimap         | 04.02.2021 | 65 % | 16 % | 13 % |  |  |  |  |  |
| INSA                    | 13.01.2021 | 52 % | 12 % | 23 % |  |  |  |  |  |
| Infratest dimap         | 15.10.2020 | 66 % | 13 % | 12 % |  |  |  |  |  |
|                         |            |      |      |      |  |  |  |  |  |

## Resultados

Mayoría por distrito (Verdes en verde y CDU en negro)

Los resultados finales oficiales son:
|                                     |                                                    |           |       |        |         |       |
| Partido                             | Partido                                            | Votos     | %     | Cambio | Escaños | +/–   |
|                                     | Alianza 90/Los Verdes (GRÜNE)                      | 1,586,192 | 32.6  | 2.3    | 58      | 11    |
|                                     | Unión Demócrata Cristiana de Alemania (CDU)        | 1,168,975 | 24.1  | 2.9    | 42      | 0     |
|                                     | Partido Socialdemócrata de Alemania (SPD)          | 535,489   | 11.0  | 1.7    | 19      | 0     |
|                                     | Partido Democrático Libre (FDP)                    | 508,429   | 10.5  | 2.2    | 18      | 6     |
|                                     | Alternativa para Alemania (AfD)                    | 473,485   | 9.7   | 5.4    | 17      | 6     |
|                                     |                                                    |           |       |        |         |       |
|                                     | La Izquierda (LINKE)                               | 173,317   | 3.6   | 0.7    | 0       | 0     |
|                                     | Votantes Libres (FW)                               | 146,259   | 3.0   | 2.9    | 0       | 0     |
|                                     | Die PARTEI                                         | 59,463    | 1.2   | 0.9    | 0       | 0     |
|                                     | dieBasis – Partido Democrático de Base de Alemania | 48,497    | 1.0   | Nuevo  | 0       | Nuevo |
|                                     | Lista Climática de Baden-Württemberg               | 42,685    | 0.9   | Nuevo  | 0       | Nuevo |
|                                     | Partido WIR2020                                    | 41,128    | 0.8   | Nuevo  | 0       | Nuevo |
|                                     | Partido Ecológico-Democrático                      | 37,819    | 0.8   | 0.1    | 0       | 0     |
|                                     | Volt Alemania                                      | 22,782    | 0.5   | Nuevo  | 0       | Nuevo |
|                                     | Alianza C - Cristianos para Alemania               | 4,081     | 0.1   | 0.1    | 0       | 0     |
|                                     | Partido Pirata de Alemania                         | 2,878     | 0.1   | 0.3    | 0       | 0     |
|                                     | Democracia en Movimiento                           | 1,005     | 0.0   | Nuevo  | 0       | Nuevo |
|                                     | Partido de los Humanistas                          | 976       | 0.0   | Nuevo  | 0       | Nuevo |
|                                     | Mundo Humano                                       | 975       | 0.0   | 0.0    | 0       | 0     |
|                                     | Partido para la Investigación en Salud             | 468       | 0.0   | Nuevo  | 0       | Nuevo |
|                                     | Uno para Todos – Partido                           | 178       | 0.0   | Nuevo  | 0       | Nuevo |
|                                     | Partido Comunista Alemán                           | 107       | 0.0   | 0.0    | 0       | 0     |
|                                     | Independientes                                     | 4,463     | 0.1   | 0.1    | 0       | 0     |
| Total                               | Total                                              | 4,859,651 | 100.0 | –      | 154     | 11    |
| Votos nulos/en blanco               | Votos nulos/en blanco                              | 34,849    | 0.7   |        |         |       |
| Votantes registrados/participación  | Votantes registrados/participación                 | 7,671,039 | 63.8  | 6.6    |         |       |
| Fuente: Oficina Estatal Estadística |                                                    |           |       |        |         |       |

## Formación de gobierno
Después de la elección, el ministro-presidente Kretschmann invitó a todos los partidos, excepto a la AfD, a conversaciones exploratorias, comenzando por la CDU. El 2 de abril, los Verdes votaron a favor de entablar negociaciones con la CDU. Las dos partes finalizaron un acuerdo de coalición el 1 de mayo.
El 12 de mayo, Kretschmann fue elegido Ministro-Presidente para un tercer mandato por el Landtag. Obtuvo 95 votos a favor y 55 en contra. El nuevo gabinete prestó juramento el mismo día, estando integrado por seis ministros de los Verdes y cinco de la CDU.